# Thorsten Schmitt
Pour les articles homonymes, voir Schmitt.
Thorsten Schmitt (né le 20 septembre 1975 à Villingen-Schwenningen) est un spécialiste allemand du combiné nordique actif de 1997 à 2007. Il est le frère de Martin Schmitt, sauteur à ski plusieurs fois médaillé aux Jeux olympiques.

## Palmarès

### Championnats du monde
- Championnats du monde de 2003 à Val di Fiemme  Italie:
  -  Médaille d'argent de l'épreuve par équipes

### Jeux olympiques
- Nagano 1998 : 6e de l'épreuve par équipes

### Coupe du monde
- - Meilleur classement général : 18e en 2006.
  - Meilleur résultat individuel : 5e.
  - 3 podiums en épreuve collective : 3 deuxièmes places.